# ديفيد بلاك (لاعب كرة قدم كندية)
ديفيد بلاك هو لاعب كرة قدم كندية كندي، ولد في 13 أبريل 1962 في أوشاوا في كندا.